# Shakespeare in Love
Shakespeare in Love (Shakespeare enamorado, en España; Shakespeare apasionado, en Hispanoamérica) es una película de 1998, dirigida por el británico John Madden y protagonizada por Gwyneth Paltrow y Joseph Fiennes. Narra la aventura amorosa entre Viola de Lesseps y un joven William Shakespeare durante la época en la que el dramaturgo estaba escribiendo Romeo y Julieta. Aunque los personajes están basados en personas reales, lo que se cuenta en la película es en su mayor parte ficticio.
El largometraje obtuvo gran éxito de crítica y público, y recibió, entre otros, siete Premios Óscar, tres Globos de oro y cuatro premios BAFTA. Fue la película con más candidaturas a los Óscar de 1998, pues sumó un total de trece nominaciones.

## Sinopsis
William Shakespeare (Joseph Fiennes) es un autor de teatro pobre para Philip Henslowe (Geoffrey Rush), propietario de The Rose Theatre, en Londres, en 1593. Después de enterarse de que su musa: Rosaline lo estaba engañando, Shakespeare quema su nueva comedia, Romeo y Ethel, Hija del Pirata y la reescribe como la tragedia de Romeo y Julieta. Sufriendo un bloqueo del escritor, es incapaz de completar la obra, y comienza audiciones para Romeo. Un joven llamado Thomas Kent consigue el papel después de impresionar a Shakespeare con su actuación y su amor por el trabajo previo de Shakespeare. Kent es en realidad Viola de Lesseps (Gwyneth Paltrow), la hija de un rico comerciante ennoblecido que desea actuar, pero, dado que las mujeres tienen prohibido el escenario, debe disfrazarse.
Después de que Shakespeare descubre la verdadera identidad de su estrella, él y Viola comienzan un romance secreto apasionado. Inspirado por ella, Shakespeare escribe rápidamente, y se beneficia de la asesoría del dramaturgo y amistoso rival Christopher "Kit" Marlowe (Rupert Everett). Shakespeare y Viola saben, sin embargo, que su romance está perdido. Está casado, aunque muy separado de su esposa, mientras que los padres de Viola han arreglado su compromiso con Lord Wessex (Colin Firth), un aristócrata en bancarrota que conseguirá una muy respetable dote al casarse con Viola aportando a su vez influencia y privilegios a la familia De Lesseps. Cuando Viola es convocada a la corte de la reina Isabel I de Inglaterra (Judi Dench), Shakespeare se pone disfraz de una mujer para acompañarla como su prima. En la corte, él persuade a Wessex a apostar £50 que una obra no puede captar la naturaleza del verdadero amor. Si Romeo y Julieta es un éxito, Shakespeare como dramaturgo va a ganar el dinero. La reina, que goza de las obras de Shakespeare, está de acuerdo en ser testigo de la apuesta.
Shakespeare se entera de que Marlowe fue asesinado y, ya que él se hizo pasar por su rival amistoso para quitarse de encima a Wessex, cree que este lo ha matado o envió a alguien a darle muerte, mientras Wessex descubre la verdadera identidad de Will y tras un duelo a Espada se aclara todo: Marlowe murió en una pelea de bar en la que Wessex no tuvo nada que ver; Edmund Tilney, el maestro de ceremonias, oficial de la reina a cargo de los teatros y a quien Will descubrió con Rosaline, se entera de que hay una mujer en la compañía de teatro en el teatro de Rose, y ordena el teatro cerrado por violar la moral y la ley. Ahora sin protagonista ni un teatro, parece que el proyecto de Romeo y Julieta debe terminar antes de que incluso comience, hasta que Richard Burbage (Martin Clunes), el propietario de un teatro de la competencia, The Curtain que ya había sido vapuleado y estafado por Shakespeare y su gente, ofrece de buena gana su teatro a Henslowe y su gente. Shakespeare asume el papel principal de Romeo, con un actor hombre como intérprete de Julieta. Viola se da cuenta de que la obra se llevará a cabo el día de su boda, y después de la ceremonia se escapa al teatro. Poco antes de que comience la obra, el joven que interpreta a Julieta empieza a experimentar un cambio de voz por la pubertad. Viola lo sustituye e interpreta a Julieta y Romeo de Shakespeare. Su retrato apasionado de dos amantes inspira a toda la audiencia, incluyendo a un pastor puritano que predicaba al principio contra la supuesta inmoralidad del teatro.
Tilney llega al teatro con Wessex, que ha deducido la ubicación de su nueva novia. Tilney planea arrestar al público y al reparto por indecencia, pero la Reina está presente. A pesar de que reconoce a Viola, la Reina no le desenmascara, y declara en cambio que el papel de Julieta está siendo muy bien realizado por Thomas Kent. Sin embargo, incluso una reina no tiene el poder para poner fin a un matrimonio legal, por lo que ella pide a "Kent" que vaya en busca de Viola para que pueda navegar con Wessex a la colonia de Virginia. La Reina también afirma que Romeo y Julieta ha reflejado fielmente el verdadero amor, por lo que Wessex debe pagarle a Shakespeare las £50, la cantidad exacta que Shakespeare requiere para comprar una participación en los hombres del Lord Chamberlain. La reina entonces exige a "Kent" que le pida a Shakespeare que escriba algo "un poco más alegre la próxima vez, para Noche de Reyes".
Shakespeare y Viola se despiden y ella parte resignada a su suerte. La película se cierra en cuanto Shakespeare comienza a escribir Noche de Reyes, o La duodécima noche imaginando a su amor aterrizando en una tierra extraña después de un naufragio y meditando: "Porque ella será mi heroína de todos los tiempos, y su nombre será ... Viola ", una joven náufrago fuerte que se disfraza del hombre joven.

## Reparto
| Actor            | Personaje                   |
| ---------------- | --------------------------- |
| Gwyneth Paltrow  | Viola de Lesseps            |
| Joseph Fiennes   | William Shakespeare         |
| Geoffrey Rush    | Philip Henslowe             |
| Colin Firth      | Lord Wessex                 |
| Ben Affleck      | Ned Alleyn                  |
| Judi Dench       | Isabel I de Inglaterra      |
| Imelda Staunton  | Ama                         |
| Tom Wilkinson    | Hugh Fennyman               |
| Steve O'Donnell  | Lambert                     |
| Tim McMullen     | Frees                       |
| Steven Beard     | Makepeace                   |
| Anthony Sher     | Dr. Moth                    |
| Patrick Barlow   | William Kempe               |
| Martin Clunes    | Richard Burbage             |
| Sandra Reinton   | Rosaline                    |
| Simon Callow     | Edmund Tilney               |
| Jim Carter       | Ralph Bashford              |
| Mark Williams    | Wabash                      |
| Nicholas Boulton | Henry Condell               |
| Joe Roberts      | John Webster                |
| David Curtiz     | John Heminges               |
| Rupert Everett   | Christopher Marlowe (cameo) |

## Recepción
Janet Maslin consideró la película como una elección de los críticos del The New York Times, adjetivándolo como "todo un encanto". De acuerdo con Maslin, Gwyneth Paltrow en su primer gran y completamente satisfactoria actuación, crea una heroína tan asombrosa que luce completamente plausible como la musa del dramaturgo".
Roger Ebert, quien le dio al film una puntuación de 4/4 estrellas, escribió lo siguiente: "El sentido del humor contemporáneo hace de la película una contienda entre Masterpiece Theater y el estilo del actor Mel Brooks. Luego la película transcurre entre una dulce historia de amor, intrigas polémicas de la corte, política y algunos momentos románticos tomados de Romeo y Julieta ¿Es esta una película o una antología? No me importa. Fui enganchado por el ingenio, la energía y la sorprendente dulzura de este film."
Rotten Tomatoes arrojó un 92% de reseñas positivas sobre un total de 125 y una calificación promedio de 8,3/10. El resumen de la crítica dice lo siguiente: "Infinitamente ingeniosa, visualmente atrapadora, y dulcemente romántica. Shakespeare Enamorado es una deslumbrante comedia romántica exitosa a todo nivel."
The Sunday Telegraph aclama que la película llevó a reavivar el Título de "Earl de Wessex". El Príncipe Eduardo originalmente iba a ser nombrado "Duque de Cambridge" luego de casarse con Sophie Rhys-Jones en 1999 (el año después del estreno de la película). Sin embargo, luego de ver la cinta, se reportó que el Príncipe sentía atracción por el Título del personaje representado por Colin Firth, al punto de concurrir a la Reina Isabel II para que se le fuera otorgado dicho Título, el de "Earl de Wessex" en lugar del de "Duque de Cambridge".

## Premios

### Premios Óscar
| Año  | Categoría                              | Receptor                                      | Resultado |
| ---- | -------------------------------------- | --------------------------------------------- | --------- |
| 1998 | Mejor película                         | Shakespeare in Love                           | Ganadora  |
| 1998 | Mejor director                         | John Madden                                   | Nominado  |
| 1998 | Mejor actriz principal                 | Gwyneth Paltrow                               | Ganadora  |
| 1998 | Mejor actriz de reparto                | Judi Dench                                    | Ganadora  |
| 1998 | Mejor actor de reparto                 | Geoffrey Rush                                 | Nominado  |
| 1998 | Mejor guion original                   | Marc Norman Tom Stoppard                      | Ganadores |
| 1998 | Mejor banda sonora - Comedia o musical | Stephen Warbeck                               | Ganador   |
| 1998 | Mejor fotografía                       | Richard Greatrex                              | Nominado  |
| 1998 | Mejor montaje                          | David Gamble                                  | Nominado  |
| 1998 | Mejor dirección artística              | Martin Childs Jill Quertier                   | Ganadores |
| 1998 | Mejor diseño de vestuario              | Sandy Powell                                  | Ganadora  |
| 1998 | Mejor maquillaje                       | Lisa Westcott Veronica Brebner                | Nominadas |
| 1998 | Mejor sonido                           | Robin O'Donoghue Dominic Lester Peter Glossop | Nominados |

### Premios Globo de Oro
| Año  | Categoría                                  | Receptor                       | Resultado |
| ---- | ------------------------------------------ | ------------------------------ | --------- |
| 1998 | Mejor película - Comedia o musical         | Shakespeare in Love            | Ganadora  |
| 1998 | Mejor director                             | John Madden (director de cine) | Nominado  |
| 1998 | Mejor actriz principal - Comedia o musical | Gwyneth Paltrow                | Ganadora  |
| 1998 | Mejor guion                                | Marc Norman Tom Stoppard       | Ganadores |
| 1998 | Mejor actor de reparto                     | Geoffrey Rush                  | Nominado  |
| 1998 | Mejor actriz de reparto                    | Judi Dench                     | Nominada  |

### Premios BAFTA
| Año  | Categoría                     | Receptor                                                  | Resultado |
| ---- | ----------------------------- | --------------------------------------------------------- | --------- |
| 1998 | Mejor película                | Shakespeare in Love                                       | Ganadora  |
| 1998 | Mejor director                | John Madden                                               | Nominado  |
| 1998 | Mejor actor principal         | Joseph Fiennes                                            | Nominado  |
| 1998 | Mejor actriz principal        | Gwyneth Paltrow                                           | Nominada  |
| 1998 | Mejor actor de reparto        | Geoffrey Rush                                             | Ganador   |
| 1998 | Mejor actor de reparto        | Tom Wilkinson                                             | Nominado  |
| 1998 | Mejor actriz de reparto       | Judi Dench                                                | Ganadora  |
| 1998 | Mejor guion original          | Marc Norman Tom Stoppard                                  | Nominados |
| 1998 | Mejor banda sonora            | Stephen Warbeck                                           | Nominado  |
| 1998 | Mejor fotografía              | Richard Greatrex                                          | Nominado  |
| 1998 | Mejor montaje                 | David Gamble                                              | Ganador   |
| 1998 | Mejor diseño de producción    | Martin Childs                                             | Nominado  |
| 1998 | Mejor diseño de vestuario     | Sandy Powell                                              | Nominada  |
| 1998 | Mejor maquillaje y peluquería | Lisa Westcott                                             | Nominada  |
| 1998 | Mejor sonido                  | Peter Glossop John Downer Robin O’Donoghue Dominic Lester | Nominados |

### Premios del Sindicato de Actores
| Año  | Categoría               | Receptor            | Resultado |
| ---- | ----------------------- | ------------------- | --------- |
| 1998 | Mejor Reparto           | Shakespeare in Love | Ganador   |
| 1998 | Mejor actor principal   | Joseph Fiennes      | Nominado  |
| 1998 | Mejor actriz principal  | Gwyneth Paltrow     | Ganadora  |
| 1998 | Mejor actor de reparto  | Geoffrey Rush       | Nominado  |
| 1998 | Mejor actriz de reparto | Judi Dench          | Nominada  |